# Martin AM Mauler
O Martin AM Mauler (originalmente XBTM) foi um caça americano de ataque ar-solo desenvolvido para ser operado pela Marinha dos Estados Unidos a bordo de porta-aviões. Criado durante a Segunda Guerra Mundial, o Mauler foi alvo de vários atrasos no seu projecto, o que fez com que entrasse de serviço apenas em 1948. A aeronave provou ser problemática, porém permaneceu na linha da frente até 1950, quando a marinha a substituiu pelo Douglas AD Skyraider. Alguns foram construídos como AM-1Q para guerra electrónica, tendo um tripulante a mais.